# 美村里江
美村里江（日语：／ Mimura Rie，1984年6月15日—），舊藝名為 Mimura，婚前本名小暮里江（日语：／ Kogure Rie），是一位日本女演員，埼玉縣深谷市出身，Stardust Promotion旗下所屬藝人。

## 生平

### 從出道到休業
高中時因兼職模特兒身分而開始涉足演藝界。2003年，在富士電視台舉辦的史上首次月九女主角公開招募中，從大約1萬人以上的候選者中脫穎而出，以全無演出經驗的素人身份成為《我們都是新鮮人》的女主角。此後陸續出演數套電視劇，並於2004年在《海貓》中電影出道，次年（2005年）在《鬼來電2》中首次擔綱出演電影。
儘管事業發展十分迅猛，但在缺少表演行業相關經驗的情況下，自甫出道起即被陸續安排出任主演或重要角色，在工作中越發感受到壓力和掙扎，終於在2005年出演期間，感到自己「沒有成長」、「想重新出發」，向事務所提出了辭呈；但因事務所社長以「你是喜歡演戲的，所以你也許還會回來，現在先休息一陣子吧」的理由慰留，於2006年末開始休養。在休養期間，仍繼續執筆在雜誌上連載繪本書評和隨筆。

### 復出
在經歷兩年的休整後決意復出。2008年，參演電視劇《齊藤太太》，並暌違三年以主演身份出演電影《落語娘》，全面復工。
復出後事業進展平穩，陸續出演多部熱門電視劇。2010年首次出演NHK大河劇，在《江～公主們的戰國～》中飾演細川伽羅奢。2012年在堀北真希主演的《小梅醫生》中飾演女主人公小梅的姐姐松子，首度出演NHK晨間劇。
2015年，首次涉足舞台劇，主演由堤幸彥導演的舞台劇《與你站在一起〜家庭内再婚〜》，在排練中肋骨骨裂，儘管醫囑要求靜養，仍然堅持上場，堤幸彥對其演出也大為讚賞。同年，將自己迄今為止發表的各類書評、隨筆和個人網誌等與新的創作一同結集出版。
2018年出演大河劇西鄉殿期間，宣佈把藝名從「ミムラ」改為「美村里江」。

## 人物

### 演藝生活
- 與星尘传播簽約時曾因「對上電視感到害羞」而與事務所約定不出演電視節目，但因家中的經濟狀況而對未來道路感到煩惱，於是決定修讀表演課程，卻意外引發對表演的興趣，由此為後來的演員出道奠定了基礎[10]。
- 原藝名從模特兒時代開始使用，取自於其喜愛的童話故事中的人物[20]，原因是認為這一角色的女性化特點是自己所缺乏的[21]。現藝名「美村里江」是由轉寫而來的「美村」和本名「里江」組合而成。之所以作出更名的決定，首先是由於本為童話角色的人氣日漸上升而覺得已不便繼續借用這一名字；同時，有見自身出演大河劇等時代劇的次數漸次增加，對在這類描寫歷史風貌的作品中以片假名姓名出現在演職員表一事，日益感到違和；此外，年輕時對難以區隔工作與私人生活狀態的煩惱，已隨年歲漸長、能更好地平衡這兩者的關係而漸漸消解，因此打算一改將藝名與本名保持區別的習慣，但又不忍放棄長久使用的，因此將其轉寫後與本名結合，組成新的藝名[1][19]。

### 興趣愛好
- 愛好閱讀和觀影，執筆多篇書評、影評、隨筆等文章，並在多家報章雜誌上開闢自己的專欄，文采深受肯定[6][18]。崇拜作家向田邦子，中學時代在教科書上讀到向田的《安全別針》一文而成為書迷，20代早期就讀遍了向田的著作，對向田的文才和料理功力都十分憧憬[22]。曾兩度在劇集中飾演向田邦子，其中在參演《小豆豆電視台》飾演向田時，還曾仔細研究向田的親筆原稿，在劇中迫真地表演向田親自執筆書寫的場景，吸引了大量關注[23]。
- 遊戲愛好者，對各類遊戲來者不拒，曾因擔心自己過分沉迷遊戲而在搬家時將所有遊戲機轉讓；甚至因此不使用智能手機，以免自己沉迷手機遊戲[6]。
- 自小在自然資源豐富的埼玉縣深谷市長大，養成了昆蟲和石頭採集的興趣並保持至今[24]。此外，還喜歡與丈夫一起溪钓[25][26]。

### 感情生活
- 2005年出演《戀愛復活》時，與劇中共演的指揮家金聖響（日语：金聖響）交往。2006年11月15日，宣佈婚訊[27]。2010年10月因雙方工作忙碌導致認知分歧而離婚[28]。
- 2013年6月20日，與交往一年半的「性格像《俺物語!!》中的猛男君」[29]的圈外男性再婚[30]。

## 演出作品

### 電視劇
- 2003年10月－我們都是新鮮人（主演、飾演：楓由子）
- 2004年1月－烈火男兒（飾演：近藤純）
- 2004年4月－離婚女律師（飾演：吉田香織）
- 2004年10月－菜鳥老師來報到（主演，飾演：目黑高子）
- 2005年7月－（主演，飾演：秋穗澪）
- 2006年9月－DRAMA COMPLEX ～LOVE STORIES～Ⅲ「原不良之女」（主演，飾演：梶谷久美子）
- 2006年10月－天使的梯子（主演，飾演：齊藤夏姬）
- 2008年1月－齊藤太太來了（飾演：真野若葉）
- 2008年11月－藤子・F・不二雄之並行空間：『那傢伙的時光機』（第二集，飾演：神谷遙）
- 2009年1月－錢與罪（飾演：三國綠）
- 2009年3月－車輪滾滾（飾演：佐佐木香織）
- 2009年7月－Call Center的戀人（飾演：青山響子）
- 2009年10月－武士高校（飾演：綿貫）
- 2011年1月－江～公主們的戰國～（飾演：細川玉）
- 2012年3月－推定有罪 （飾演：鈴木弘子）
- 2012年4月－實習醫37歲（飾演：葛城鈴）
- 2012年4月－小梅醫生（飾演：下村松子）
- 2012年12月－愛上蒼蠅女（飾演：小守繪美）
- 2013年4月－破案蜥蜴（飾演：槙原洋子）
- 2013年10月－東京下町古書店（飾演：堀田藍子）
- 2014年10月－昨夜的咖喱 明日的麵包（飾演：小田寶）
- 2015年－５人のジュンコ（飾演：篠田淳子）
- 2016年1月－富士家族 (飾演:月美)
- 2016年1月－請與廢柴的我談戀愛（飾演：黑澤春子）
- 2016年4月－小荳荳電視台（飾演：向田邦子）
- 2017年4月－犯罪症候群（飾演：磯村咲子）
- 2017年6月－醬汁小姐之戀（日語：ソースさんの戀（日语：ソース (小説)））（飾演：後藤ミカ）
- 2018年1月－西鄉殿（飾演：大久保滿壽）
- 2018年3月－死亡谷～藍色殺意～（主演：紗耶）
- 2018年11月－潘朵拉IV AI戰爭（飾演：橋詰奈美）
- 2019年2月－絕對正義（飾演：西山由美子）
- 2019年5月－白色巨塔（飾演：龜山君子）
- 2019年10月－遺留搜查特別篇（飾演：牧村桃子）
- 2019年11月－虛假的共犯（飾演：澤村早百合）
- 2019年11月－W的悲劇（飾演：春生）
- 2020年3月－伴走者（飾演：淡島奈美）
- 2020年4月－柳生一族的陰謀（飾演：阿福）
- 2020年6月－新・信濃科倫坡（飾演：竹村陽子）
- 2020年7月－MIU404 第4話（飾演：青池透子）
- 2021年2月－直衝青天（飾演：德信院）
- 2021年4月－華麗一族（飾演：美馬一子）
- 2021年11月－劍樹抄～光圀公與我～（飾演：勝山）
- 2021年11月－科搜研之女 Season21 第8話（飾演：宮越優真）
- 2022年2月－冰室想介事件簿～超高層公寓密室殺人之謎～（飾演：田丸有希）
- 2022年7月－家庭教師寅子（飾演：中村真希）
- 2023年1月－Get Ready! 第4話（飾演：古賀洋子）
- 2023年3月－格雷斯的履歷（飾演：宮川惠津子）
- 2023年7月－18／40～兩人的夢想與愛情～（飾演：仲川真理）
- 2024年2月－編舟記（飾演：馬締香具矢）
- 2024年6月－那孩子的孩子（飾演：月島直實）
- 2024年10月－放課後的病歷表（飾演：野咲夏美）
- 2025年1月－日本第一的爛男人 ※我的假家人們 第4話（飾演：淺野千夏）
- 2025年4月－對岸的家事～這就是我的生存之道！～（飾演：坂上里美）

### 電影
- 2004年11月－海貓（飾演：野田美輝）
- 2005年2月－鬼來電2（主演：奧寺杏子）
- 2005年10月－戀愛復活（飾演：青木和美）
- 2007年6月－三輪車與犬（飾演：近藤薰）
- 2008年8月－落語娘（主演：三三亭香須美）
- 2009年4月－BATON（飾演：ヒロコ・ヤザキ）
- 2011年10月－來自天國的喝采（飾演：大城美智子）
- 2012年4月 - 記我的母親（飾演：伊上郁子）
- 2016年8月 - 后妻业之女（飾演：武内香代）
- 2016年10月 - 卡農（飾演：宮沢紫）
- 2017年2月 - 人生密密縫（飾演：ヒロミ）
- 2019年5月 - 平行世界·爱情故事（飾演：桐山景子）
- 2020年10月 - 住在空中（飾演：小早川明日子）

### 舞台劇
- 《與你站在一起〜家庭内再婚〜》（2015年1月12日 - 2月11日、東京藝術劇場、岡田惠和編劇・堤幸彦導演）（飾演：藤沢ハルカ）[31]
- PARCO＆CUBE 20th.Present《人間風車》（2017年9月28日 - 10月9日、東京藝術劇場） - （飾演：アキラ）[32]
- 雙人演出《家族熱》（2018年5月29日 - 6月5日、東京藝術劇場）（飾演：朋子）[33]

### 廣播劇
- 2006年8月－《岩井俊二プロデュース・ラジオドラマ円都通信「浅知恵ドライブ」》（主演：茂木智子）

### 書籍
- 2007年12月 － 《ミムラの絵本日和》
- 2010年7月 - 《ミムラの絵本散歩》
- 2015年7月 － 《文集》
- 2020年4月 － 《たん・たんか・たん――美村里江歌集》

### 雜誌連載
- 2005年 12月－『MOE』「ミムラの絵本日和」(白泉社)
- 2008年  8月－『ウフ.』「まみむメモ」(マガジンハウス)

## 得獎紀錄
- 2004年2月－第39回日劇學院賞最佳新演員（我們都是新鮮人）

## 备注
1. ↑  自2018年3月27日起更改藝名[1][2]
2. ↑  2012年獨身時公開[3][4]，婚後本名未公佈

## 外部連結
- Mimura官方網站
- 經紀公司官方網站